# Paraleloedro
| Cubo                | Prisma hexagonal  | Dodecaedro rómbico |
| Dodecaedro alargado | Octaedro truncado |                    |

En geometría, un paraleloedro es un poliedro que puede ser trasladado sin rotaciones en el espacio euclídeo tridimensional para llenar el espacio como un panal de miel en el que todas las copias del poliedro se encuentran cara a cara. Hay cinco tipos de paraleloedros, identificados por primera vez por Evgraf Fedorov en 1885 en sus estudios de sistemas cristalográficos: el cubo, el prisma hexagonal, el dodecaedro rómbico, el dodecaedro alargado y el octaedro truncado.

## Clasificación
Todo paraleloedro es un zonoedro, construido como la suma de Minkowski de entre tres y seis segmentos de línea. Cada uno de estos segmentos de línea puede tener como longitud cualquier número real positivo, y cada arista de un paralelodedro es paralela a uno de estos segmentos generadores, con la misma longitud. Si la longitud de un segmento de un paralelóedro generado a partir de cuatro o más segmentos se reduce a cero, el resultado es que el poliedro degenera a una forma más simple, un paralelóedro formado a partir de un segmento menos. Como un zonoedro, estas formas tienen automáticamente 2 Ci  simetrías, pero son posibles simetrías adicionales  con una elección adecuada de los segmentos generadores.
Los cinco tipos de paraleleedros son:
- Un paralelepípedo, generado a partir de tres segmentos de línea que no son todos paralelos a un plano común. Su forma más simétrica es el cubo, generado por tres segmentos de recta perpendiculares de longitud unitaria.
- Un prisma hexagonal, generado a partir de cuatro segmentos de recta, tres de ellos paralelos a un plano común y el cuarto no. Su forma más simétrica es el prisma recto sobre un hexágono regular.
- El dodecaedro rómbico, generado a partir de cuatro segmentos de recta, de los cuales no hay dos paralelos a un plano común. Su forma más simétrica está generada por las cuatro diagonales largas de un cubo.
- El dodecaedro alargado, generado a partir de cinco segmentos de línea, uno de los cuales es paralelo a un plano común con dos pares disjuntos de los otros cuatro. Se puede generar utilizando una arista del cubo y sus cuatro diagonales largas como generadores.
- El octaedro truncado, generado a partir de seis segmentos de línea con cuatro conjuntos de tres segmentos coplanares. Se puede incrustar en el espacio de cuatro dimensiones como el 4-permutoedro, cuyos vértices son todas las permutaciones de los números (1,2,3,4). En el espacio tridimensional, su forma más simétrica se genera a partir de seis segmentos de línea paralelos a las diagonales de las caras de un cubo.

Cualquier zonoedro cuyas caras tengan la misma estructura combinatoria que una de estas cinco formas es un paraleloedro, independientemente de sus ángulos o longitudes de arista particulares. Por ejemplo, cualquier transformación afín de un paraleloedro producirá otro paraleloedro del mismo tipo.
| Name                                           | Cube (paralelepípedo) | Hexagonal prism Cubo elongado | Rhombic dodecahedron | Elongated dodecahedron | Truncated octahedron |
| ---------------------------------------------- | --------------------- | ----------------------------- | -------------------- | ---------------------- | -------------------- |
| Images (colors indicate parallel edges)        |                       |                               |                      |                        |                      |
| Número de generadores                          | 3                     | 4                             | 4                    | 5                      | 6                    |
| Vértices                                       | 8                     | 12                            | 14                   | 18                     | 24                   |
| Aristas                                        | 12                    | 18                            | 24                   | 28                     | 36                   |
| Caras                                          | 6                     | 8                             | 12                   | 12                     | 14                   |
| Mosaico                                        |                       |                               |                      |                        |                      |
| Nombre de mosaico y Diagrama de Coxeter-Dynkin | Cúbico                | Prismático hexagonal          | Dodecaédrico rómbico | Dodecaédrico alargado  | Cúbico bitruncado    |

## Simetrías
Cuando se subdividen según sus grupos de simetría, existen 22 formas de paralelóedros. Para cada forma, los centros de sus copias en su panal forman los puntos de una de las 14 red de Bravais. Dado que hay menos celosías de Bravais que formas simétricas de paralelóedros, ciertos pares de paraleloedros se asignan a la misma celosía de Bravais.
Colocando un extremo de cada segmento de línea generador de un paraleloedro en el origen del espacio tridimensional, los generadores pueden representarse como vectores tridimensionales, las posiciones de sus extremos opuestos. Para esta colocación de los segmentos, un vértice del paraleleedro estará en el origen, y el resto estará en posiciones dadas por sumas de ciertos subconjuntos de estos vectores. Un paraleleedro con {\displaystyle g} vectores puede ser parametrizado de esta manera por {\displaystyle 3g} coordenadas, tres para cada vector, pero sólo algunas de estas combinaciones son válidas (debido al requisito de que ciertos triples de segmentos se encuentren en planos paralelos, o equivalentemente que ciertos triples de vectores sean coplanares) y diferentes combinaciones pueden dar lugar a paraleleedros que difieren sólo por una rotación, transformación de escala, o más generalmente por una transformación afín. Cuando se eliminan las transformaciones afines, el número de parámetros libres que describen la forma de un paraleleedro es cero para un paralelepípedo (todos los paralelepípedos son equivalentes entre sí bajo transformaciones afines), dos para un prisma hexagonal, tres para un dodecaedro rómbico, cuatro para un dodecaedro alargado, y cinco para un octaedro truncado.

## Historia
La clasificación de los paralelocedros en cinco tipos fue realizada por primera vez por el cristalógrafo ruso Evgraf Fedorov, como capítulo 13 de un libro en ruso publicado por primera vez en 1885, cuyo título ha sido traducido al inglés como An Introduction to the Theory of Figures. Algunas de las matemáticas de este libro son defectuosas; por ejemplo, incluye una prueba incorrecta de un lema que afirma que cada mosaico monohédrico del plano es finalmente periódico, que sigue sin resolverse como el problema de "einstein" . En el caso de los paralelóedros, Fedorov supuso sin probar que todo paralelóedro es centralmente simétrico, y utilizó esta suposición para probar su clasificación. La clasificación de los paralelóedros fue más tarde firmemente fundamentada por Hermann Minkowski, quien utilizó su teorema de unicidad para poliedros con áreas y normales de caras dadas para demostrar que los paralelóedros son centralmente simétricos.

## Formas relacionadas
En dos dimensiones la figura análoga a un paraleloedro es un paralelógono, un polígono que puede embaldosar el plano borde a borde por traslación.
Se trata de paralelogramos y hexágonos con lados opuestos paralelos y de igual longitud.
En dimensiones superiores, un paraleloedro se denomina paralelotopo. Hay 52 paralelotopos diferentes en cuatro dimensiones, enumerados por primera vez por Boris Delaunay (con un paralelotopo que falta, descubierto más tarde por Mijaíl Shtogrin), y 103 769 tipos en cinco dimensiones. A diferencia del caso para tres dimensiones, no todos ellos son zonotopos. 17 de los paralelotopos de cuatro dimensiones son zonotopos, uno es la célula 24 regular, y los 34 restantes de estas formas son suma de Minkowskis de zonotopos con la célula 24. Un {\displaystyle d} paralelotopo dimensional puede tener como máximo {\displaystyle 2^{d}-2} facetas, siendo el permutoedro el que alcanza este máximo.
Un plesioedro es una clase más amplia de poliedros tridimensionales que llenan el espacio, formados a partir del diagrama de Voronois de conjuntos periódicos de puntos. Como demostró Boris Delaunay en 1929, todo paraleleedro puede convertirse en un plesioedro mediante una transformación afín, pero esto queda abierto en dimensiones superiores, y en tres dimensiones también existen otros plesioedros que no son paraleleedros. Las tilings del espacio por plesiohedra tienen simetrías que toman cualquier célula a cualquier otra célula, pero a diferencia de los paraleloedros, estas simetrías pueden implicar rotaciones, no sólo translaciones.